# Gaspereau Lake
Gaspereau Lake är en sjö i Kanada.   Den ligger i provinsen Nova Scotia, i den sydöstra delen av landet, 900 km öster om huvudstaden Ottawa. Gaspereau Lake ligger 190 meter över havet. Arean är 22,0 kvadratkilometer.
I omgivningarna runt Gaspereau Lake växer i huvudsak blandskog. Runt Gaspereau Lake är det ganska glesbefolkat, med 29 invånare per kvadratkilometer.